# Pepi-II.-Pyramide
Die Pepi-II.-Pyramide steht in Sakkara-Süd. Sie hat eine Basislänge von 78,75 m (150 Ellen) und war einst ca. 52,50 m (100 Ellen) hoch. Es handelt sich um die letzte große Pyramide des Alten Reiches.

## Die Pyramide
Die aus Kalkstein errichtete Pyramide liegt in der Mitte eines Pyramidenbezirkes mit einer kleineren Nebenpyramide und einer Mauer, welche die ganze Anlage umgibt. Es gibt einen Pyramidentempel im Osten, einen ca. 400 m langen Aufweg und einen Taltempel. Neben der Pyramide des Herrschers Pepi II. finden sich drei Pyramiden von Königinnen.
Der Eingang zur Pyramide lag im Norden. Es gab drei mit Pyramidentexten dekorierte Kammern in der Mitte des Baues. Die Decken waren mit Sternen dekoriert. Hier stand auch ein Sarkophag aus Granit. Die eigentliche Pyramide war aus kleinen Kalksteinbrocken erbaut. Der Kern bestand aus fünf Stufen und wurde dann mit weißem, feinerem Kalkstein verkleidet.

## Pyramidentempel
Vom Pyramidentempel konnten noch zahlreiche Reliefdarstellungen geborgen werden. Es finden sich Darstellungen des Sed-Festes oder ein Fest des Gottes Min. Die Darstellung der Unterwerfung eines Libyerfürsten ist identisch mit der, die in dem Pyramidentempel von Sahure gefunden wurden. Zentrum des Tempels war ein Hof mit achtzehn Pfeilern aus rötlichem Quarzit.
Die Pyramide und ihr Komplex wurden von 1926 bis 1932 von Gustave Jéquier systematisch ausgegraben.